# Daniel Robert Jenky
Daniel Robert Jenky (Chicago, 3 marzo 1947) è un vescovo cattolico statunitense, dal 3 marzo 2022 vescovo emerito di Peoria.

## Biografia
Daniel Robert Jenky è nato a Chicago, nell'Illinois, il 3 marzo 1947 da padre polacco e madre irlandese.

### Formazione e ministero sacerdotale
Ha frequentato la scuola elementare della parrocchia di San Nicola di Tolentino, situata nella parte sud-ovest della città, e la St. Laurence High School di Chicago, un istituto appartenente alla congregazione dei Fratelli cristiani.
Nel settembre del 1965 è stato accolto come postulante nella provincia dell'Indiana della Congregazione di Santa Croce. L'anno successivo è entrato nel noviziato della congregazione a Bennington. Nel 1967 è stato inviato al seminario Moreau e ha compiuto gli studi per il sacerdozio presso l'Università di Notre Dame di South Bend. Nel 1970 ha ottenuto il Bachelor of Arts in storia, al quale hanno fatto seguito quelli in filosofia e teologia fino al Master of Theology nel 1973.
Nel febbraio del 1973 ha emesso i voti perpetui e lo stesso anno è stato ordinato diacono. L'anno successivo ha prestato servizio presso la parrocchia del Sacro Cuore e come assistente del personale residenziale di Flanner Hall. Il 6 aprile 1974 è stato ordinato presbitero nella basilica del Sacro Cuore a Notre Dame. In seguito è stato insegnante presso la Bourgade Catholic High School a Phoenix dal 1974 al 1975. È quindi tornato nell'Indiana e ha ricoperto tutti gli incarichi successivi nell'ambito dell'Università di Notre Dame. È stato rettore del Dillon Hall dal 1976 al 1982; direttore aggiunto dal 1976 al 1984 e poi direttore dal 1984 al 1985 del ministero del campus; rettore della basilica del Sacro Cuore dal 1977 al 1997; professore di teologia dal 1985 al 1997; superiore religioso della comunità dei padri e dei fratelli in servizio all'Università dal 1985 al 1991 e rettore della casa "Fischer O'Hara Grace", un complesso residenziale per 560 studenti laureati, dal 1991 al 1997. Ha anche tenuto regolarmente corsi nella scuola di specializzazione di Notre Dame su spiritualità e teologia della preghiera.

### Ministero episcopale
Il 21 ottobre 1997 papa Giovanni Paolo II lo ha nominato vescovo ausiliare di Fort Wayne-South Bend e titolare di Amanzia. Ha ricevuto l'ordinazione episcopale il 16 dicembre successivo nella concattedrale di San Matteo a South Bend dal vescovo di Fort Wayne-South Bend John Michael D'Arcy, co-consacranti gli arcivescovi Agostino Cacciavillan, nunzio apostolico negli Stati Uniti d'America, e Charles Asa Schleck, segretario aggiunto della Congregazione per l'evangelizzazione dei popoli. In seguito è stato nominato rettore e parroco della concattedrale di San Matteo a South Bend.
Il 12 febbraio 2002 lo stesso pontefice lo ha nominato vescovo di Peoria. Ha preso possesso della diocesi il 10 aprile successivo con una cerimonia nella cattedrale di Santa Maria a Peoria.
Ha viaggiato molto nelle 26 contee che compongono la diocesi, celebrando la messa, visitando le parrocchie e le scuole, predicando, tenendo discorsi e conferendo il sacramento della confermazione. Si è adoperato per aumentare le risorse che sostengono le scuole cattoliche.
Nell'omelia per la messa di una marcia del 2012, tra gli applausi dei partecipanti, ha incluso il Patient Protection and Affordable Care Act, promosso dall'amministrazione Obama tra l'elenco di cose a cui la Chiesa cattolica sarebbe sopravvissuta compresa la precoce persecuzione dei cristiani, invasioni barbariche, "ondate di Jihad", "Età della Rivoluzione", nazismo e comunismo. Ha continuato: "[...] la Chiesa sopravvivrà alla corruzione radicata e alla pura incompetenza del nostro governo dello stato dell'Illinois, e persino al calcolato disprezzo del presidente degli Stati Uniti, dei suoi burocrati e dell'HHS, e della maggioranza nell'odierno senato federale".
Più di 90 docenti presso l'Università di Notre Dame, in cui ha operato a lungo prima di diventare vescovo, e del cui Board of Fellows di 12 membri faceva parte, hanno firmato una lettera al presidente dell'Università, il reverendo John I. Jenkins, CSC, e al presidente del consiglio di fondazione, dove chiedevano al vescovo di rinunciare alle sue osservazioni, che hanno descritto come insensibili e di tono troppo politico, o dimettersi dal Board of Fellows, sebbene abbiano riconosciuto il suo diritto costituzionale alla libertà di espressione. I capitoli locali della National Association for the Advancement of Colored People, dell'American Civil Liberties Union e dell'Anti-Defamation League ha che il vescovo presentasse le sue scuse. Alcuni invitarono l'Internal Revenue Service a indagare sul vescovo perché la diocesi, in quanto entità privata esentasse e senza scopo di lucro, dovrebbe astenersi da commenti eccessivamente politici. Il rabbino Daniel Bogard della congregazione Anshai Emeth di Peoria ha detto che Jenky si stava impegnando nella demagogia e usando l'Olocausto "come uno stratagemma politico di parte che banalizza la memoria di 13 milioni di innocenti uccisi". Funzionari diocesani, compreso un vicario generale, monsignor James E. Kruse, e il cancelliere vescovile, Patricia Gibson, ha affermato che l'analogia intendeva sottolineare che gli Stati Uniti stanno iniziando a subire un'erosione della libertà religiosa e della libertà di espressione, in particolare per i cristiani.
Monsignor Jenky è stato un grande promotore della causa di beatificazione di monsignor Fulton John Sheen. Ha però annunciato che non avrebbe permesso alla causa di procedere fino a quando il corpo dell'arcivescovo Sheen non fosse stato trasferito a Peoria dalla cattedrale di San Patrizio a New York. Ciò ha portato a una controversia durata tre anni contro l'arcidiocesi di New York che si è conclusa nel giugno del 2019 con il trasferimento della salma del venerabile a Peoria.
Nel febbraio del 2012 ha compiuto la visita ad limina.
In seno alla Conferenza dei vescovi cattolici degli Stati Uniti è membro del sottocomitato per le questioni sanitarie. In precedenza è stato membro del comitato per l'amministrazione, membro del comitato per la dottrina, membro del comitato per l'educazione e presidente dello stesso fino al 2008.
Il 3 marzo 2022 papa Francesco ha accolto la sua rinuncia al governo pastorale della diocesi per raggiunti limiti di età; gli è succeduto il vescovo coadiutore Louis Tylka.

## Genealogia episcopale
La genealogia episcopale è:
- Cardinale Scipione Rebiba
- Cardinale Giulio Antonio Santori
- Cardinale Girolamo Bernerio, O.P.
- Arcivescovo Galeazzo Sanvitale
- Cardinale Ludovico Ludovisi
- Cardinale Luigi Caetani
- Cardinale Ulderico Carpegna
- Cardinale Paluzzo Paluzzi Altieri degli Albertoni
- Papa Benedetto XIII
- Papa Benedetto XIV
- Papa Clemente XIII
- Cardinale Bernardino Giraud
- Cardinale Alessandro Mattei
- Cardinale Pietro Francesco Galleffi
- Cardinale Giacomo Filippo Fransoni
- Cardinale Carlo Sacconi
- Cardinale Edward Henry Howard
- Cardinale Mariano Rampolla del Tindaro
- Cardinale Rafael Merry del Val
- Cardinale Giovanni Vincenzo Bonzano
- Arcivescovo John Gregory Murray
- Vescovo James Louis Connolly
- Cardinale Humberto Sousa Medeiros
- Vescovo John Michael D'Arcy
- Vescovo Daniel Robert Jenky, C.S.C.

## Araldica
| Stemma | Titolare                              | Descrizione |
|        | Daniel Robert Jenky Vescovo di Peoria | Partito semitroncato cucito: al primo d'azzurro, alla croce d'oro, caricata sulla traversa della pipa della pace del campo e sul palo di due gigli del campo e accantonata nel I dalla stella (8) d'oro; al secondo di rosso, alla mezzaluna montante d'argento addestrata; al terzo d'azzurro, a due ancore d'argento in decusse sinistrate, alla crocetta latina dello stesso attraversante; al palo dentato d'oro attraversante sulla troncatura, caricato della testa d'angelo di rosso, nimbata d'oro, circondata da sei ali di rosso. Ornamenti esteriori da vescovo. Motto "His will is our peace" ("La sua volontà è la nostra pace"). |